# 东原街道
东原街道是中国黑龙江省哈尔滨市道外区下辖的一个街道。

## 行政区划
下辖以下地区：
方元社区、沿江社区、北新社区和江畔社区。